# 高屋町杵原
高屋町杵原（たかやちょうきねはら）とは、広島県東広島市の町名。全域で住居表示未実施である。

## 概要
高屋地区西部に位置している。隣接する高屋町中島とともに市街地を形成しており、県道194号周辺にはロードサイド型店舗も立地する一方、北部には山林が広がる。
1990年10月5日に町域の一部が高屋高美が丘として分離され、住居表示が実施された。さらに、1992年12月3日には町域の一部が高屋うめの辺として分離され、住居表示が実施された。

## 交通

### 鉄道
町内に鉄道路線は通っていない。最寄り駅はJR山陽本線の西高屋駅。

### バス
芸陽バスが町内を走るバス路線を運行している。
- 近畿大学 - 西条駅 - 東広島駅 - 安芸津駅
- 西高屋駅 - 高美が丘循環 - 西高屋駅
- 西高屋駅 - 高美が丘・近畿大学 - 西条駅
- 豊栄 - 西条駅
- 豊栄 - 高美が丘 - 西条駅

### 道路

#### 一般国道
- 国道375号線

#### 一般地方道
- 広島県道194号西高屋停車場線

## 施設
- 東広島市役所高屋出張所
- ハローズ高屋店
- ショージ高屋駅前店
- イオン高屋ショッピングセンター

## 学区
公立小学校に通学する場合、住んでいる場所に応じて以下の小中学校に通学することになる。
- 高美が丘小学校→高美が丘中学校
- 高屋西小学校→高屋中学校

## 世帯数・人口
2024年9月末での世帯数は956世帯、人口は2356人である。